# Volvo Cars
Volvo Cars (švedsko: Volvo personvagnar, slog VOLVO v logotipu podjetja) je švedski multinacionalni proizvajalec luksuznih vozil s sedežem v Torslandi v Göteborgu. Podjetje proizvaja terenska vozila, karavane in limuzine. Glavni tržni argumenti podjetja so varnost ter švedska dediščina in dizajn.
Volvo Cars je ločen od svojega nekdanjega matičnega konglomerata in proizvajalca težkih tovornjakov, avtobusov in gradbene opreme (med drugim) AB Volvo od leta 1999, ko je AB Volvo prodal svoj avtomobilski oddelek Volvo Cars podjetju Ford Motor Company. Leta 2010 je Ford prodal izgubo Volvo Cars podjetju Geely. Volvo Cars je leta 2021 javno kotiral na Stockholmski borzi Nasdaq, čeprav Geely še vedno ohranja večinsko lastništvo. Volvo Cars in AB Volvo si delita logotip Volvo in sodelujeta pri vodenju muzeja Volvo.
Marca 2021 je Volvo Cars napovedal, da bo do leta 2030 popolnoma električna blagovna znamka. Junija 2021 sta Volvo Cars in švedski razvijalec in proizvajalec baterij Northvolt objavila namero o ustanovitvi skupnega podjetja v razmerju 50/50, sestavljenega iz gigatovarne baterij in raziskav in razvoja ( center za raziskave in razvoj. Decembra 2021 je bilo razkrito, da bo center za raziskave in razvoj baterij v Göteborgu. Februarja 2022 je bil Göteborg izbran tudi za lokacijo gigatovarne baterij. V letih 2021 in 2022 je Volvo Cars svoje zmogljivosti za raziskave in proizvodnjo hibridnih motorjev v Skövdeju in Zhangjiakouju prenesel na Aurobay v skupnem podjetju z Geelyjem.
Volvo Cars ima v lasti 49,5 % Polestarja in 30 % Lynk & Co.